# Yangcheng (socken i Kina, Shanxi)
Yangcheng (kinesiska: 阳城, 阳城乡) är en socken i Kina. Den ligger i provinsen Shanxi, i den norra delen av landet, omkring 100 kilometer sydväst om provinshuvudstaden Taiyuan. Antalet invånare är 42 592. Befolkningen består av 20 829 kvinnor och 21 763 män. Barn under 15 år utgör 20,0 %, vuxna 15-64 år 72 %, och äldre över 65 år 7,0 %.
Genomsnittlig årsnederbörd är 686 millimeter. Den regnigaste månaden är juli, med i genomsnitt 239 mm nederbörd, och den torraste är december, med 3 mm nederbörd.